# Gabriel Howell
Gabriel Howell (ur. 1998) – brytyjski aktor filmowy i telewizyjny.

## Kariera
Gabriel wystąpił po raz pierwszy w 2021 roku w dramatycznym filmie krótkometrażowym Sketchning Dragons. Rok później wystąpił w swoim pierwszym filmie pełnometrażowym pt. Gdzie jest mój motor?, którego reżyserem był William Stone.
W 2023 roku wystąpił w sześciu odcinkach brytyjskiego serialu Ciała, w którym wcielił się w rolę Eliasa. Rok później wystąpił w pięciu odcinkach serialu Nightsleeper, za którego produkcję była odpowiedzialna stacja BBC One.
W lutym 2024 ogłoszono, że Gabriel wraz z Julianem Dennisonem, Harrym Trevaldwyn i Bronwyn James wystąpił w filmie Jak wytresować smoka.

## Filmografia

### Filmy
| Rok  | Tytuł                 | Tytuł oryginalny         | Rola       | Źr.         |
| ---- | --------------------- | ------------------------ | ---------- | ----------- |
| 2021 | Sketchning Dragons    | Sketchning Dragons       | Charlie    | [ 2 ]       |
| 2022 | Gdzie jest mój motor? | The Fence                | Dennis     | [ 2 ] [ 3 ] |
| 2025 | Jak wytresować smoka  | How to Train Your Dragon | Sączysmark | [ 6 ]       |

### Seriale
| Rok  | Tytuł        | Tytuł oryginalny | Rola          | Źr.   |
| ---- | ------------ | ---------------- | ------------- | ----- |
| 2023 | Ciała        | Bodies           | Elias         | [ 4 ] |
| 2024 | Nightsleeper | Nightsleeper     | Tobi McKnight | [ 5 ] |